# Каријани
Каријани (грч. Καριανή) је насељено место у  општини Кушница у периферији Источна Македонија и Тракија, Грчка. Према попису из 2021. године било је 537 становника.
Према бугарском географу и историчару, Василу Канчову, у Каријану је 1900. године живело 400 Грка, 150 Турака и 50 Рома. Током Првог светског рата село је настрадало и већи део мештана је избегао, тако је после рата остало 211 житеља. Након исељења муслиманског становништва у Турску на њихово место су насељене грчке избегличке породице, укупно 207 особа. На попису из 1940. године Каријани су имали 597 становника.